# Llista de peixos de Sicília

Localització de l'illa de Sicília entre la mar Tirrena i la Jònica

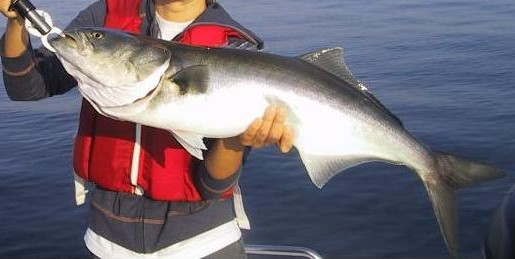
Tallahams (Pomatomus saltatrix)

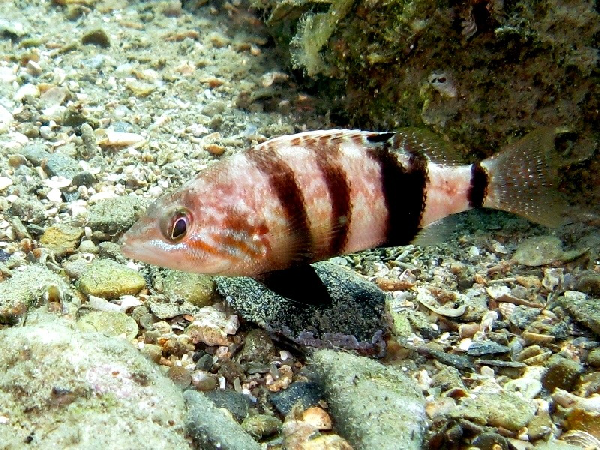
Músic (Serranus hepatus)

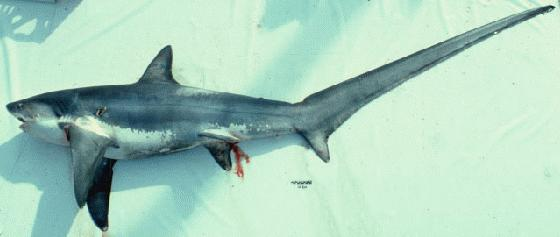
Peix guilla (Alopias vulpinus)

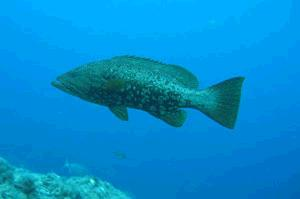
Anfós jueu (Mycteroperca rubra)

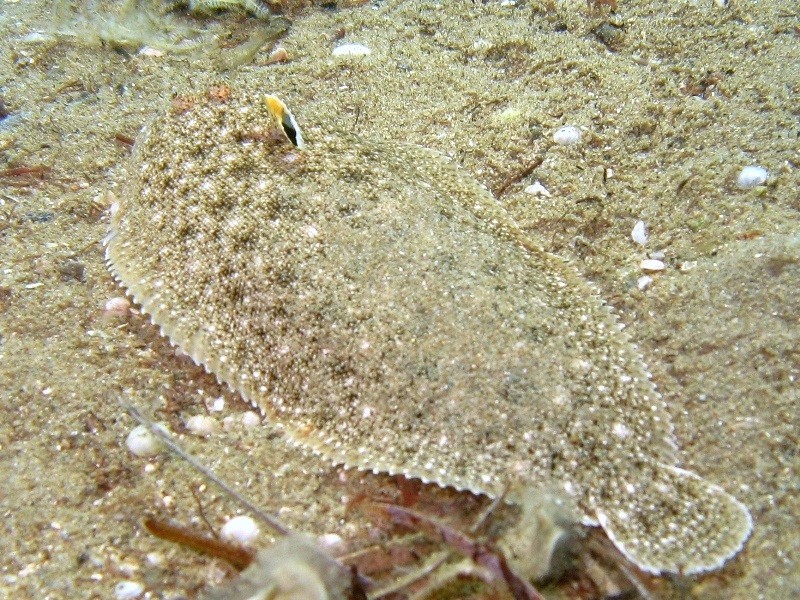
Llenguado nassut (Pegusa lascaris)

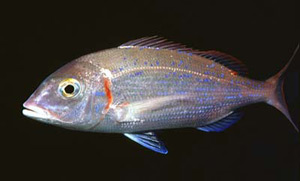
Pagell (Pagellus erythrinus)

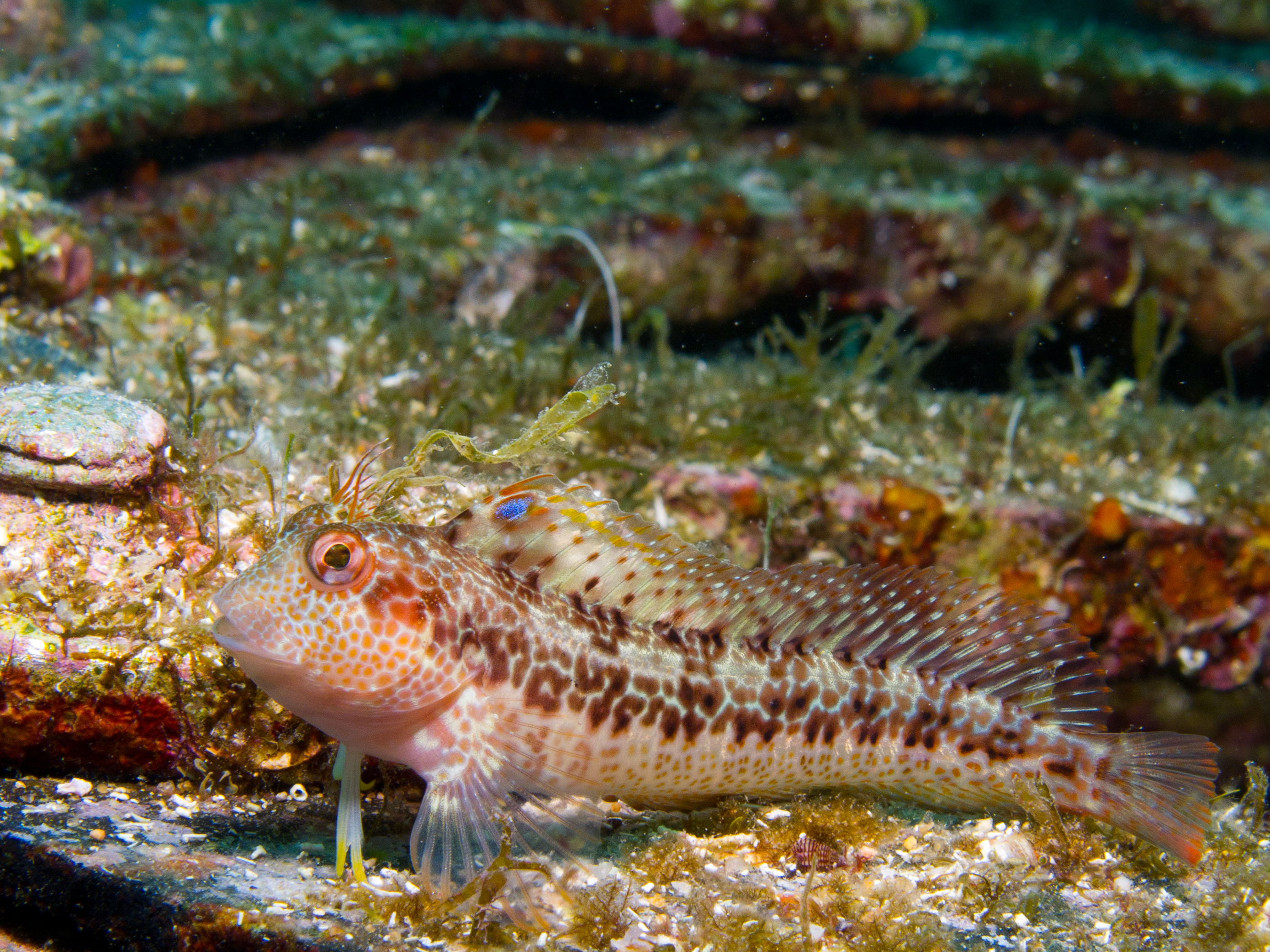
Bavosa de plomall (Parablennius pilicornis)

Círvia (Seriola dumerili)

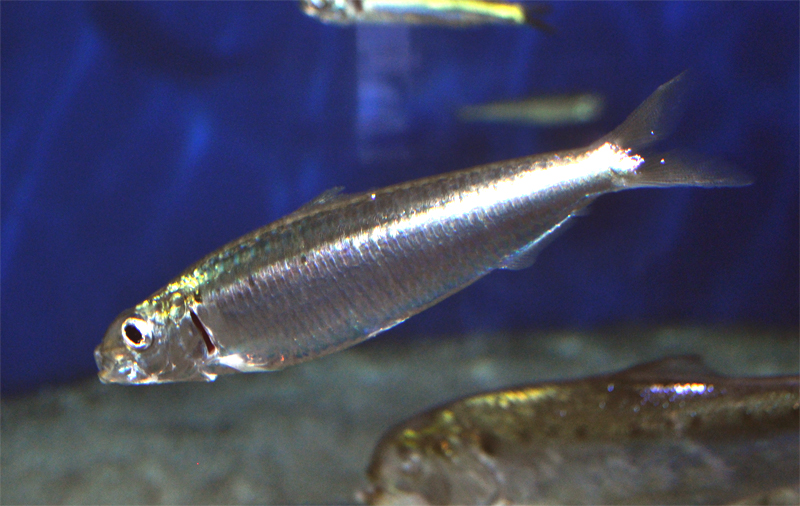
Sardina (Sardina pilchardus)

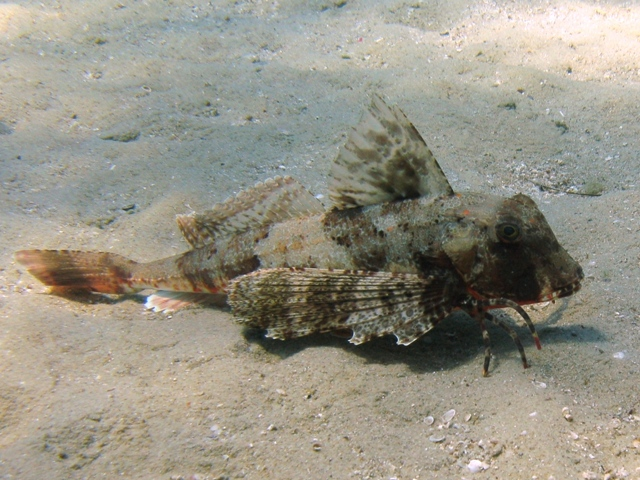
Gallineta (Trigloporus lastoviza)

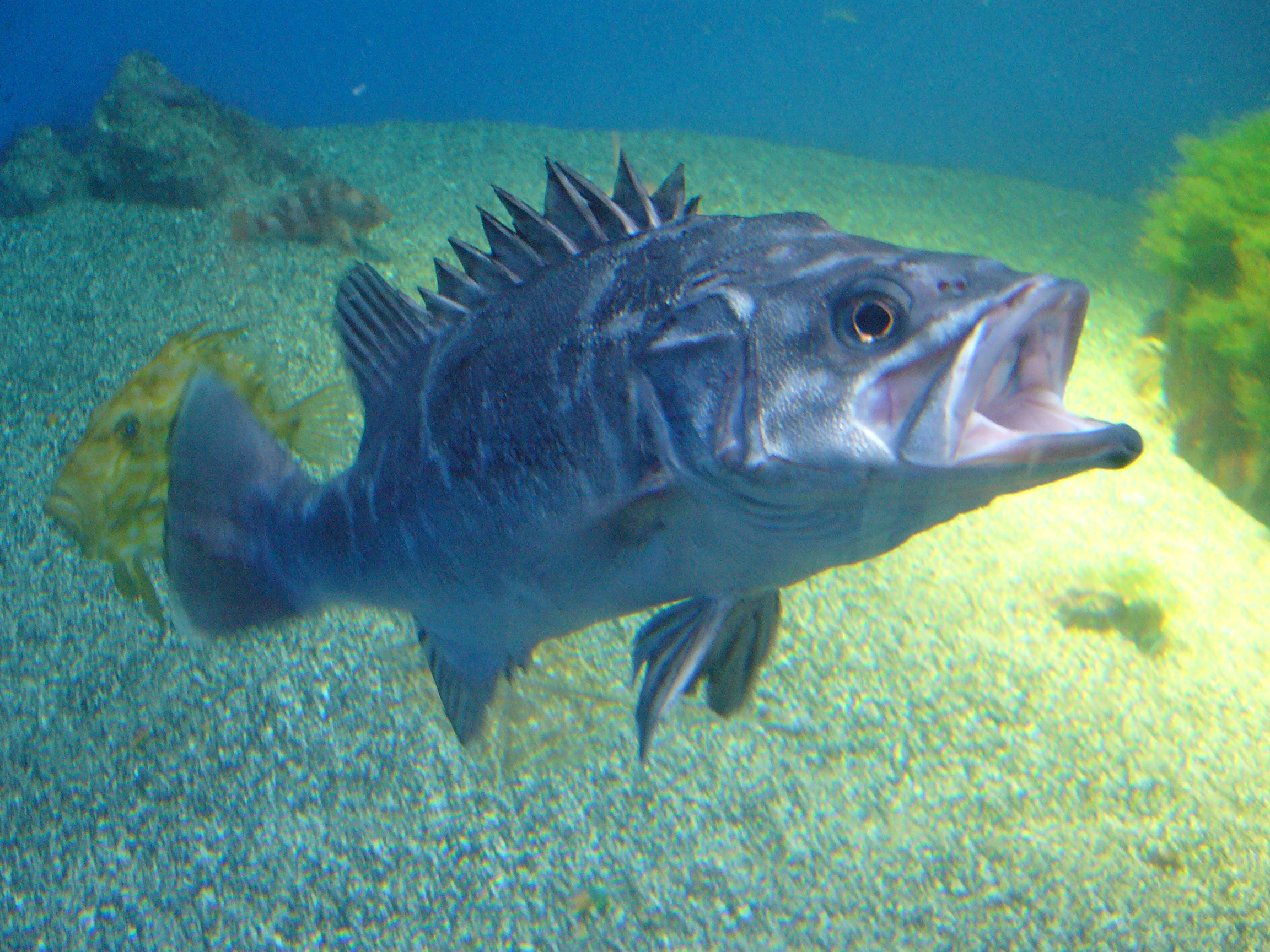
Dot (Polyprion americanus)

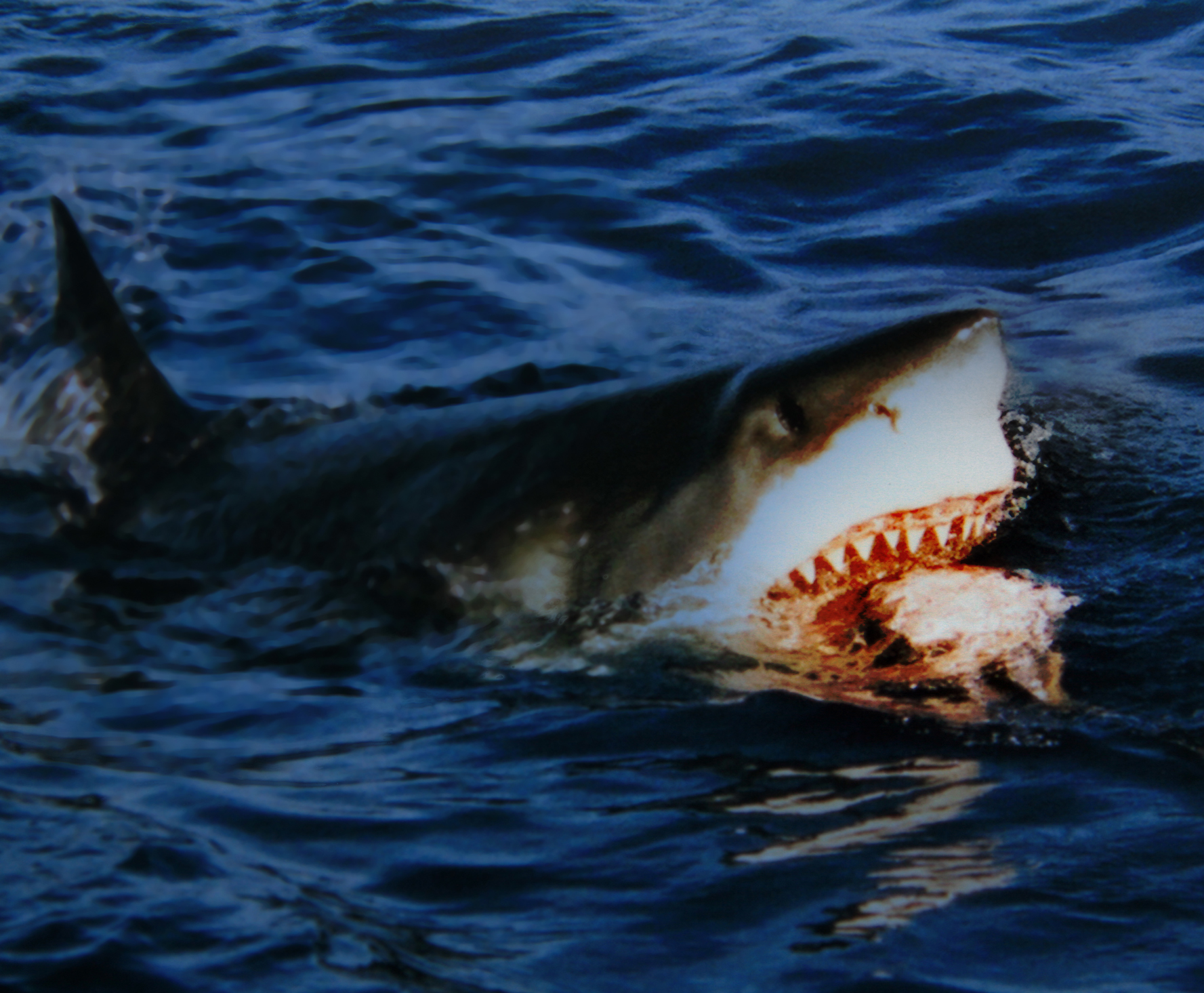
Tauró blanc (Carcharodon carcharias)

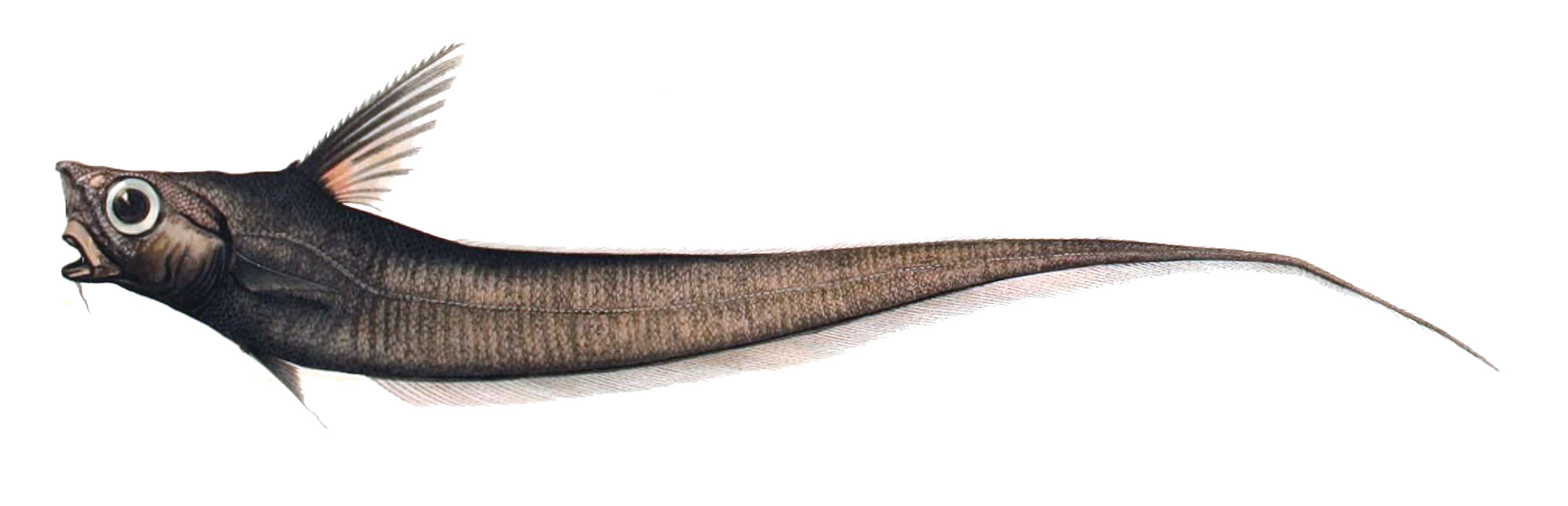
Ratolí italià (Nezumia sclerorhynchus)

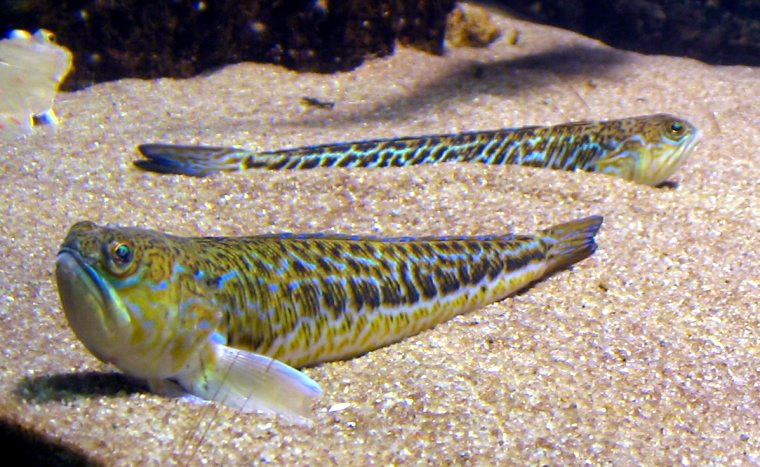
Aranya blanca (Trachinus draco)

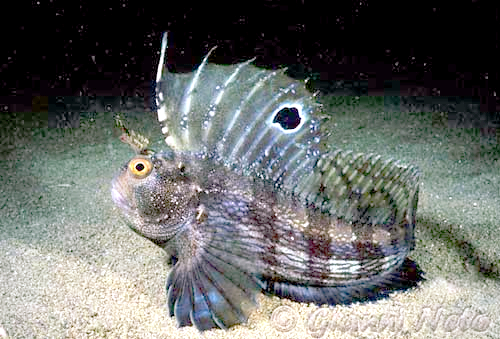
Ase mossegaire (Blennius ocellaris)

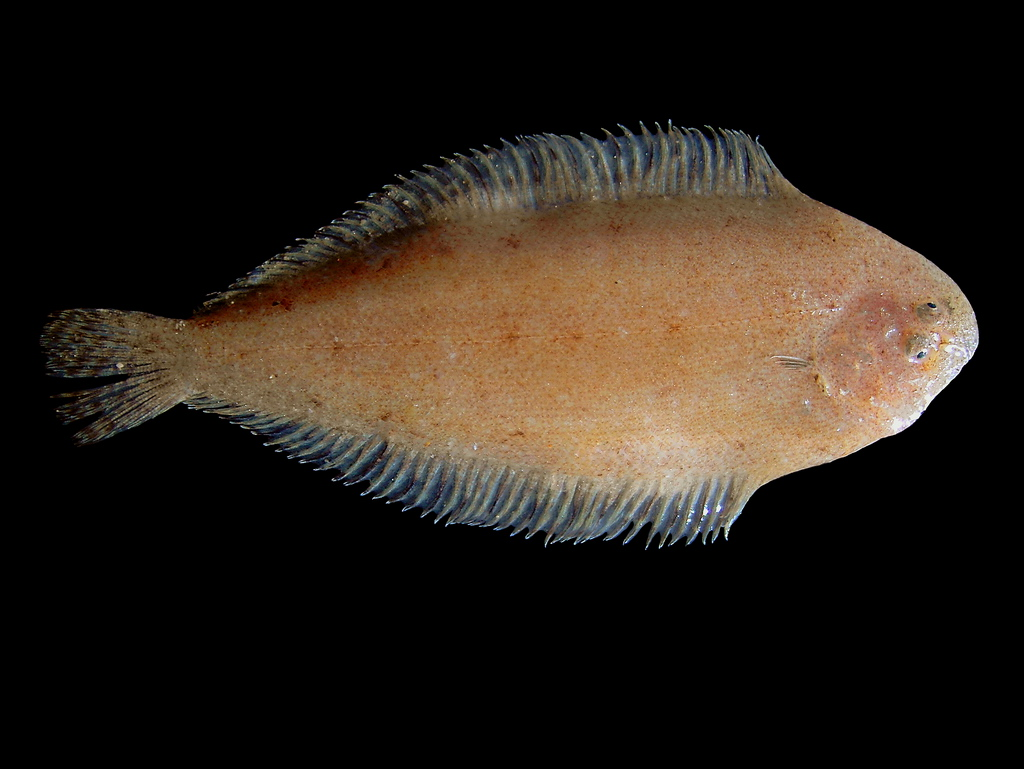
Palaí xic (Buglossidium luteum)

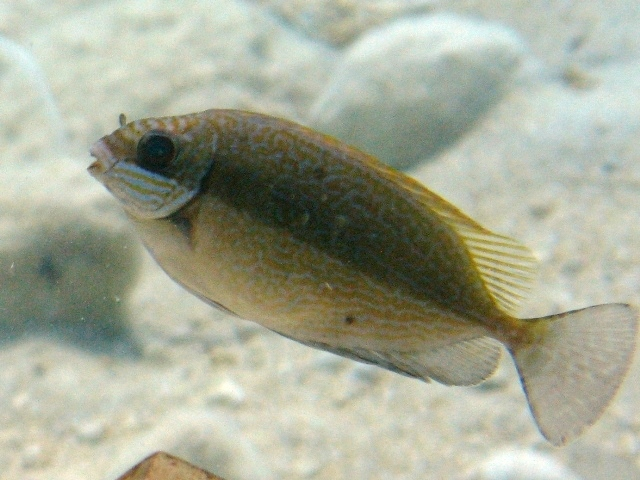
Siganus luridus

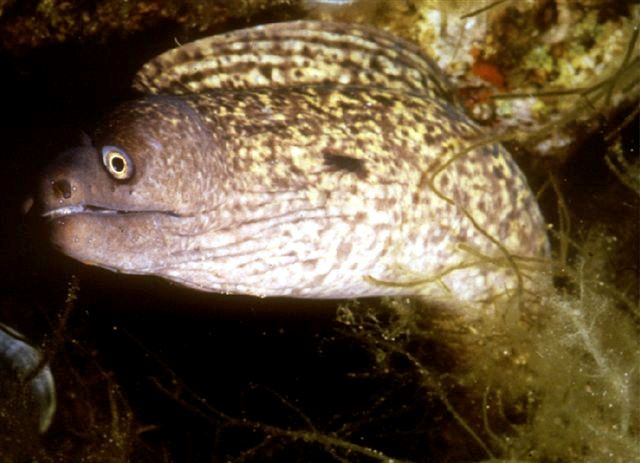
Morena (Muraena helena)

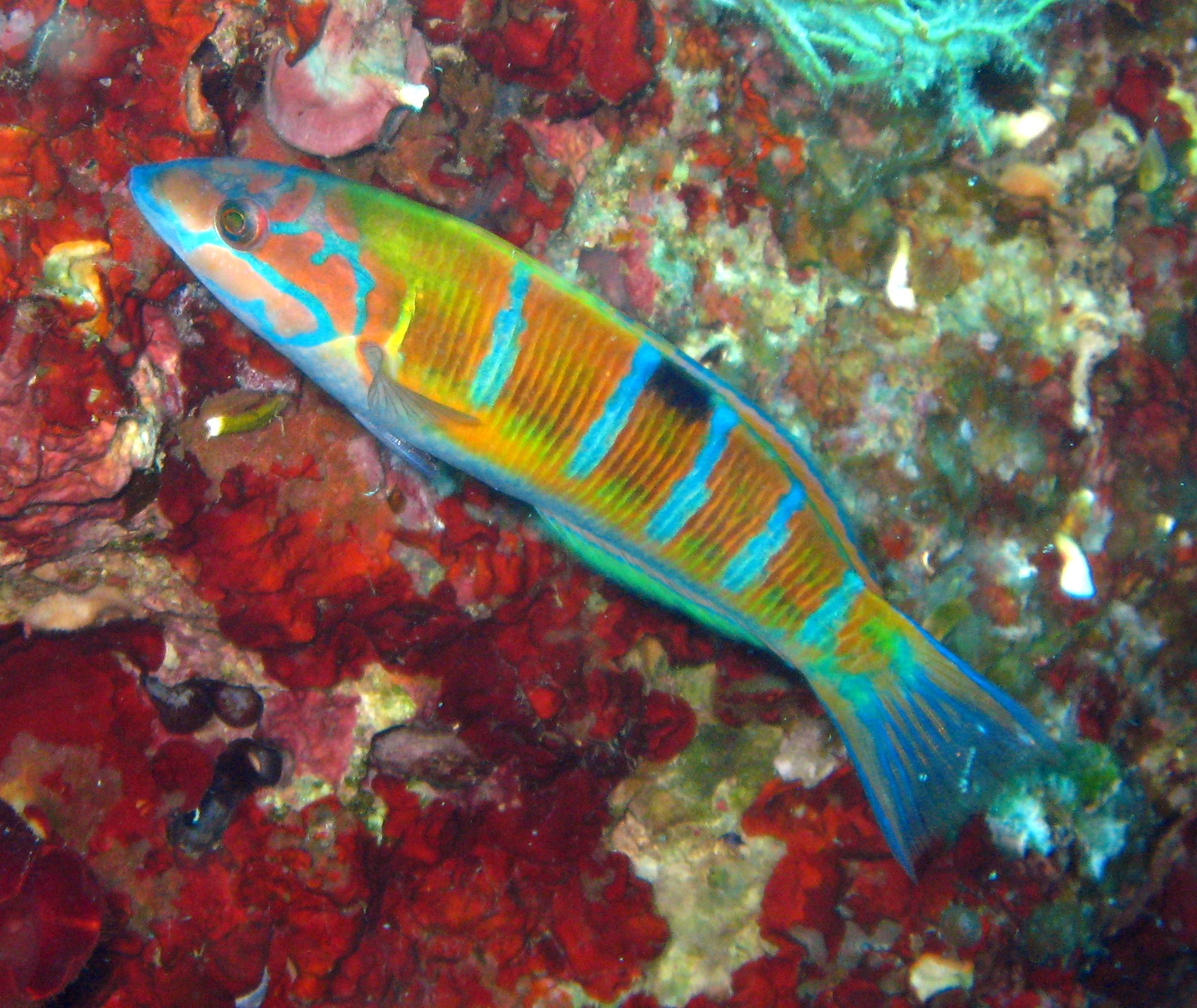
Fadrí (Thalassoma pavo)

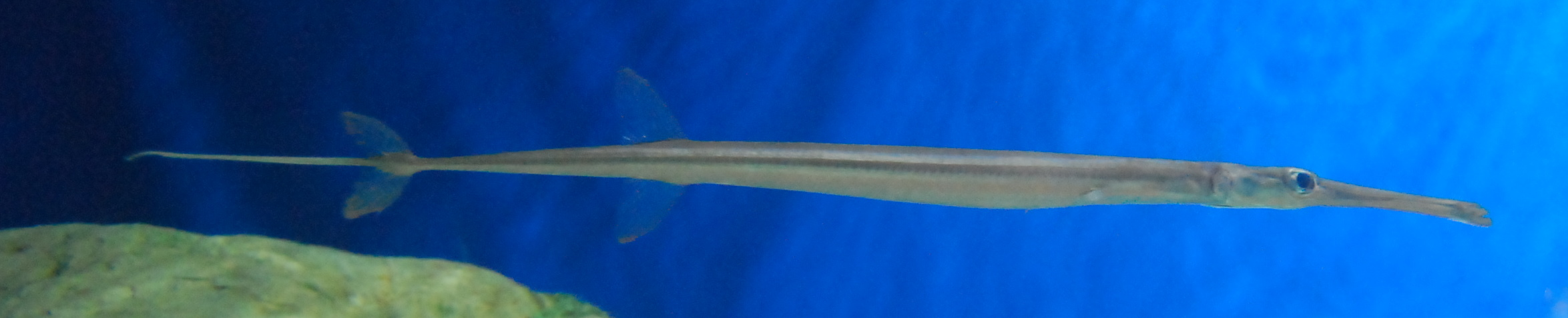
Fistularia commersonii

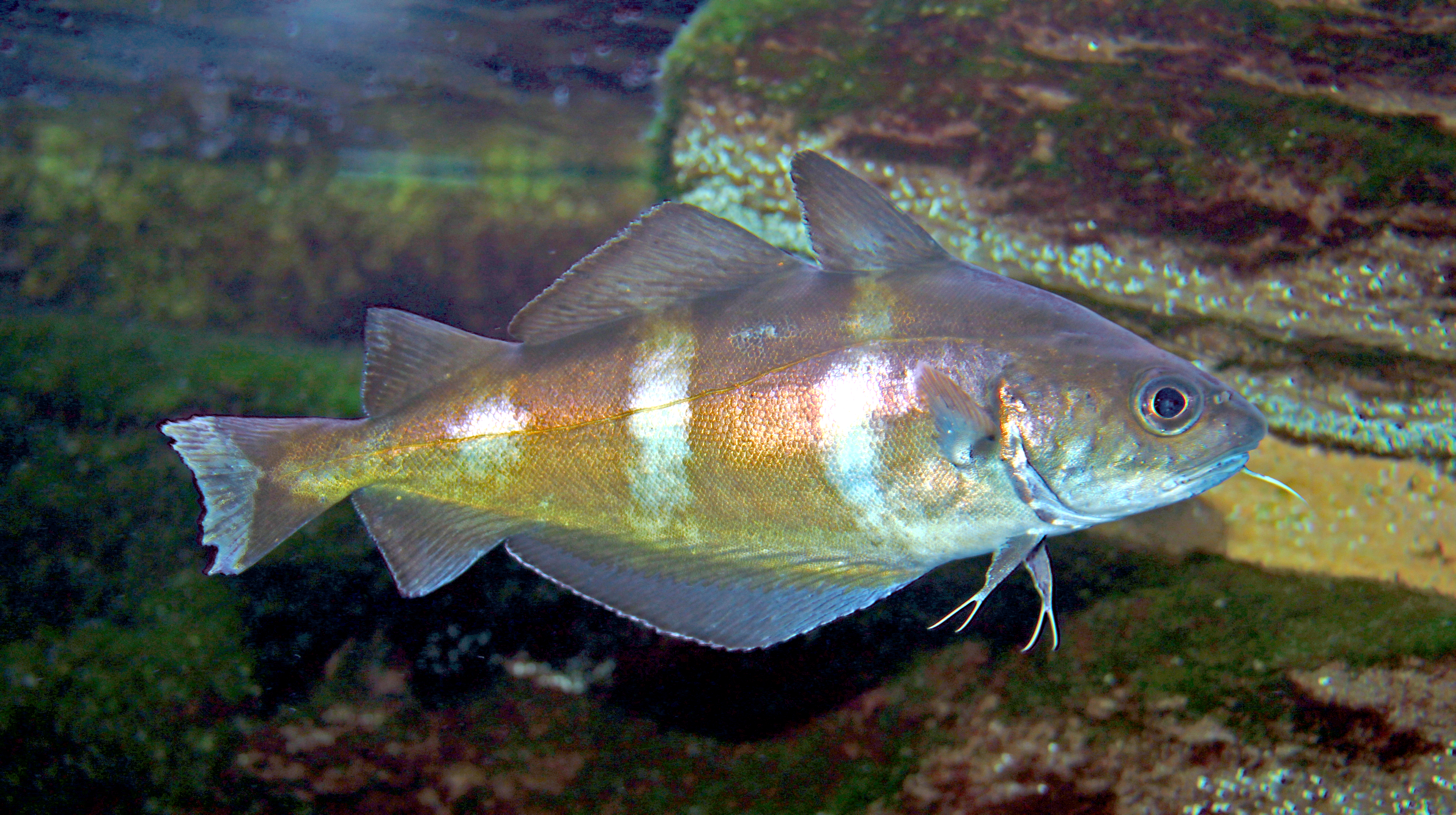
Mòllera fosca (Trisopterus luscus)

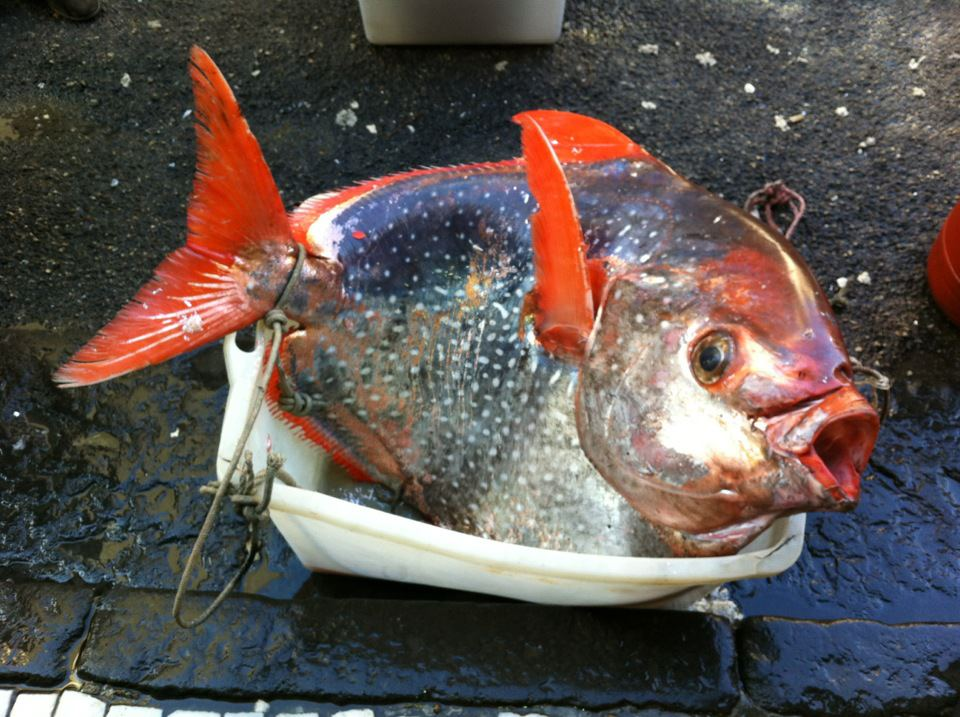
Lampris guttatus

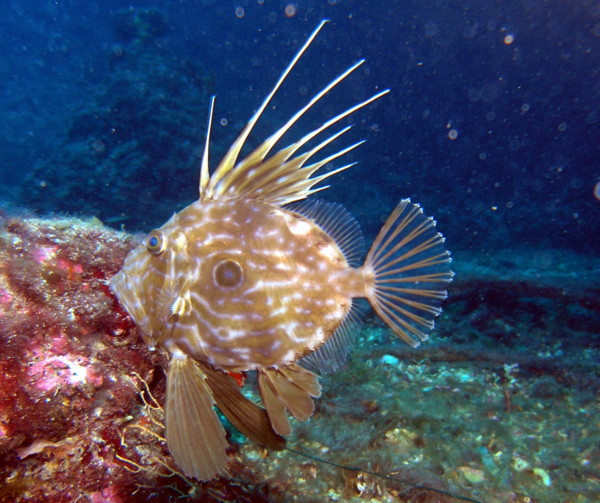
Gall de Sant Pere (Zeus faber)

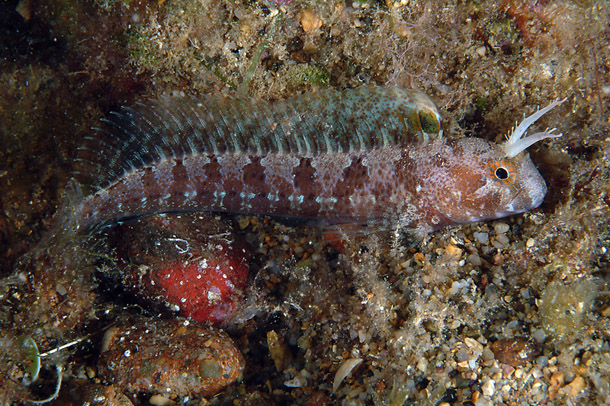
Banyut (Parablennius tentacularis)

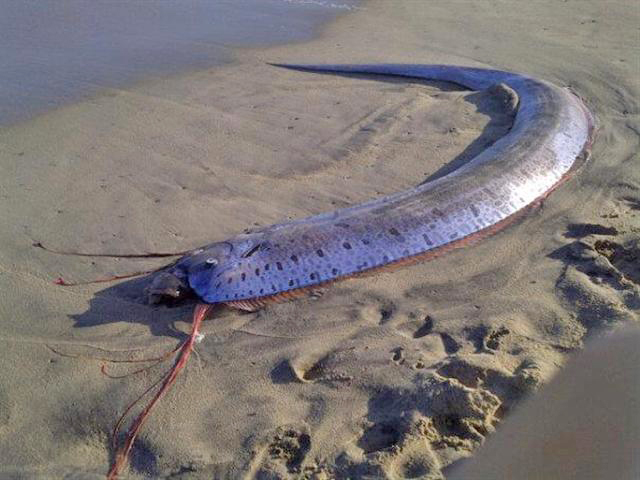
Rei dels peixos (Regalecus glesne)

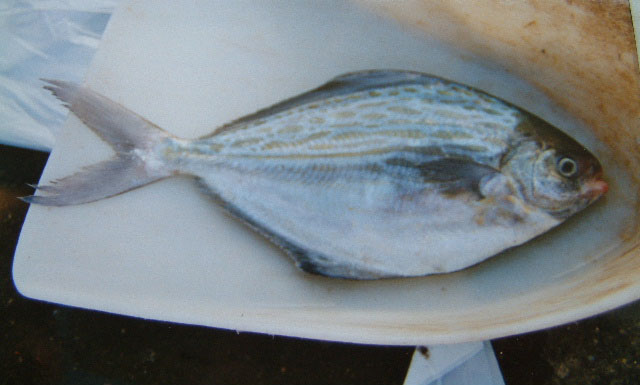
Stromateus fiatola

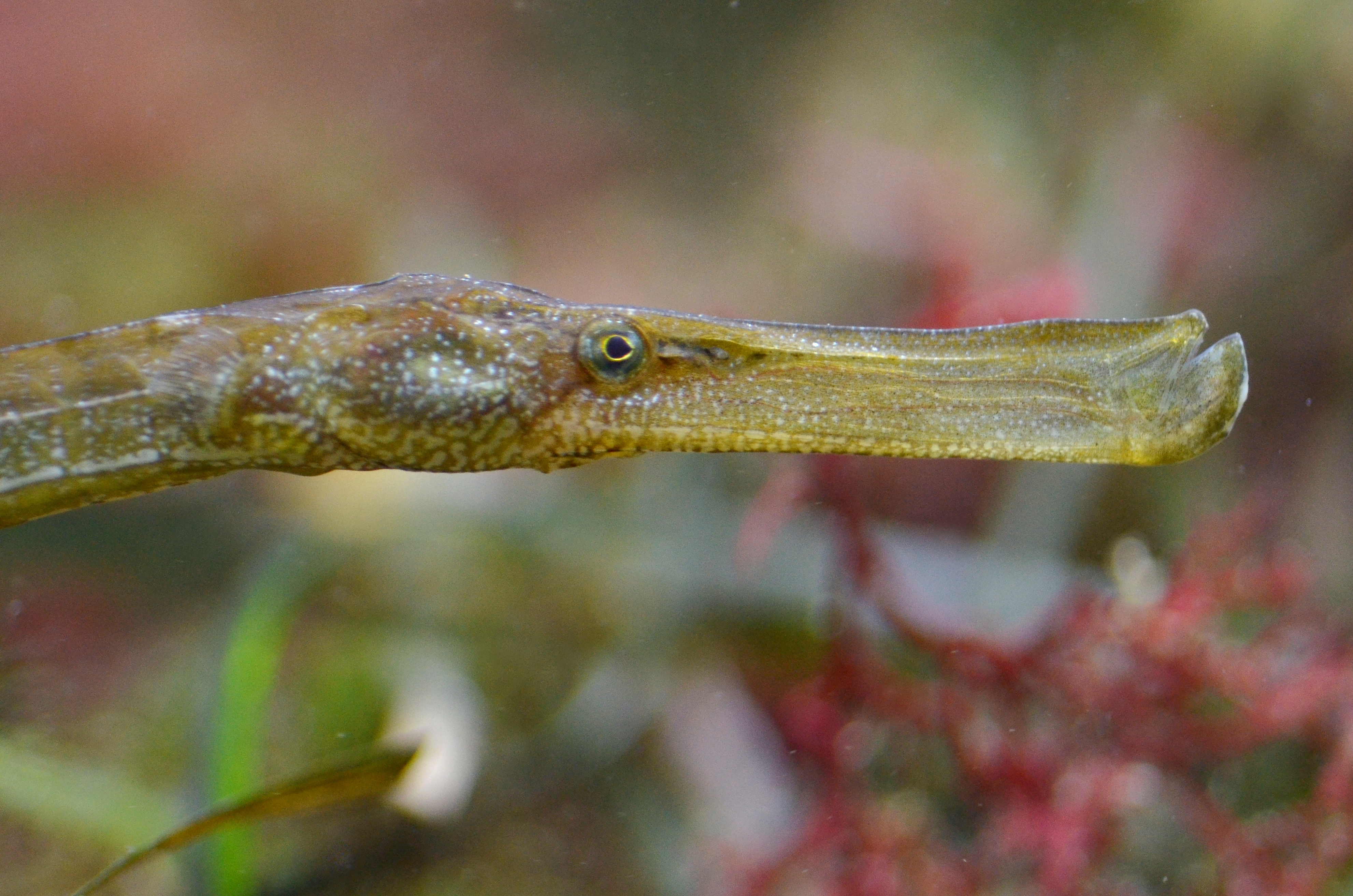
Serpentí (Syngnathus typhle)

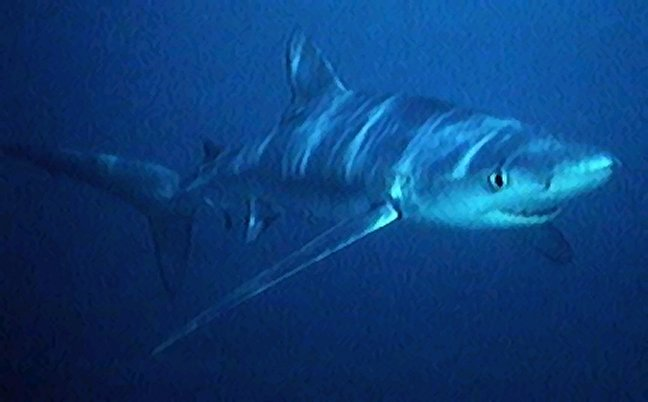
Tintorera (Prionace glauca)

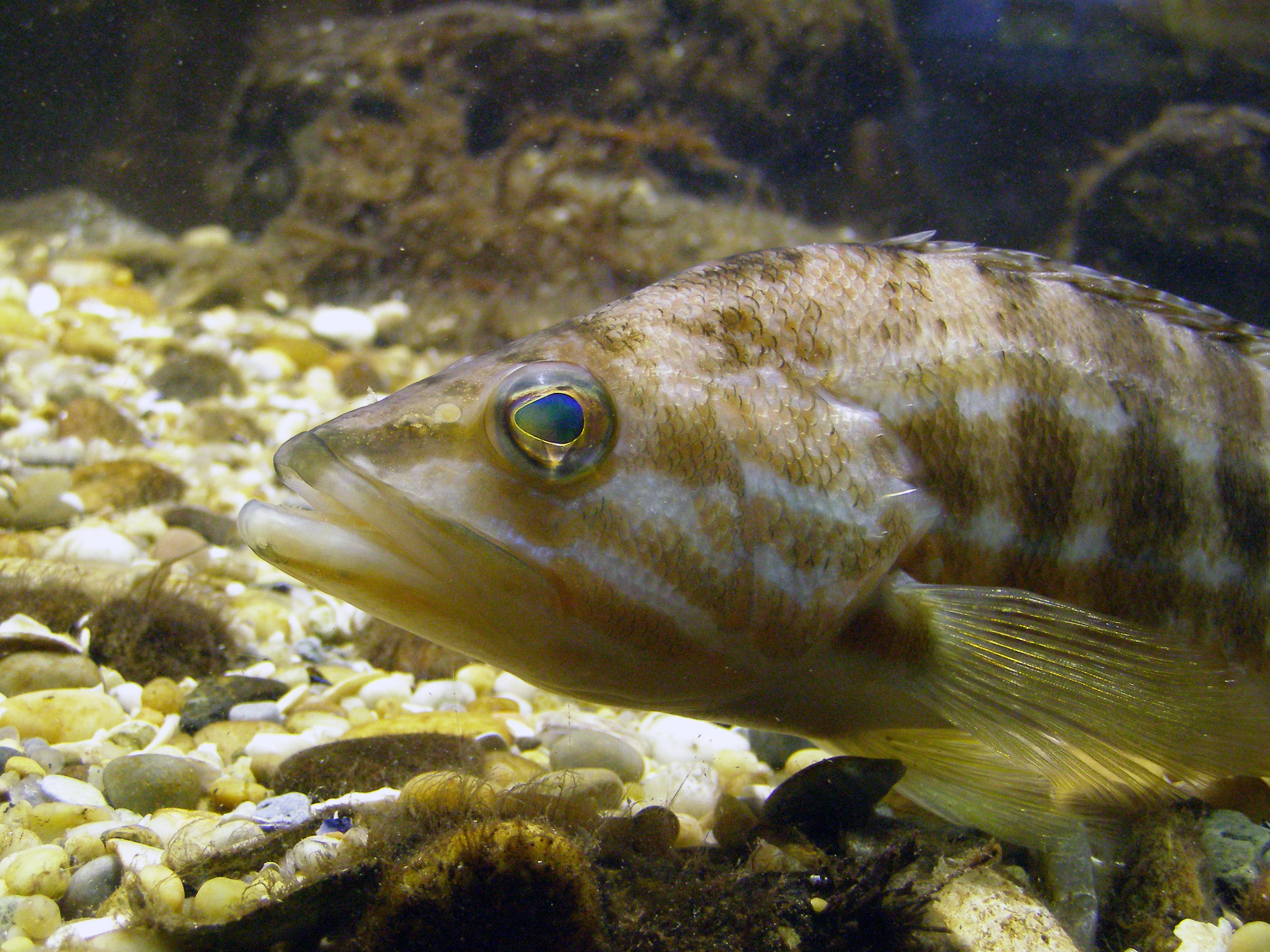
Serranet (Serranus cabrilla)

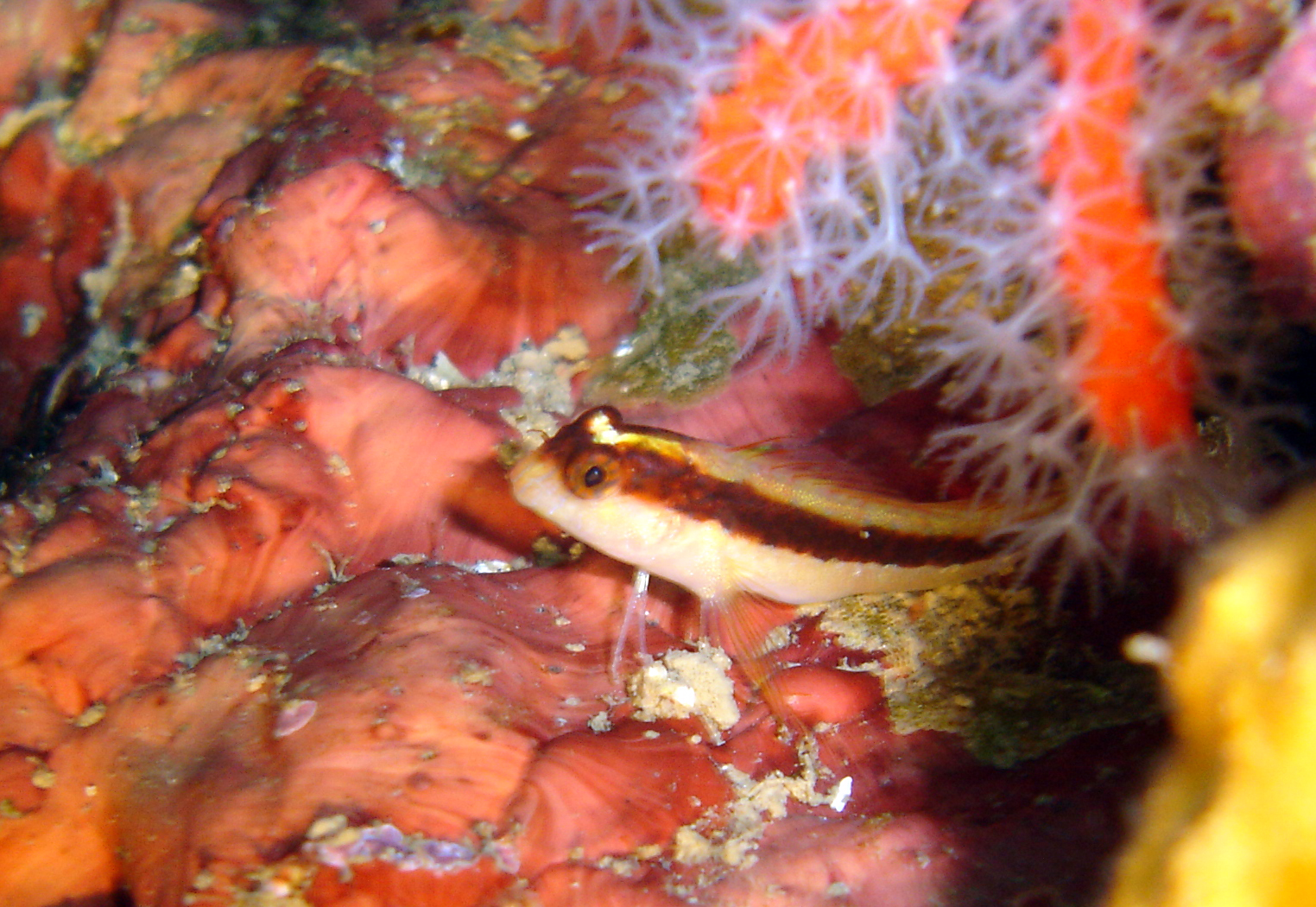
Bavosa de banda negra (Parablennius rouxi)

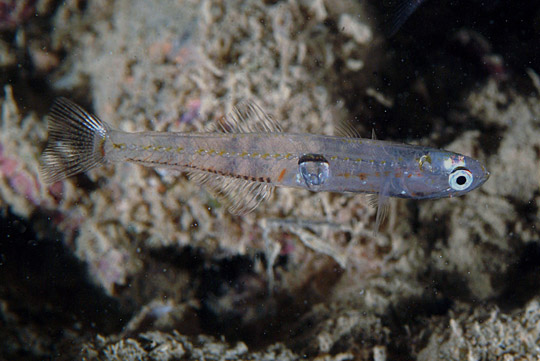
Xanguet (Aphia minuta)

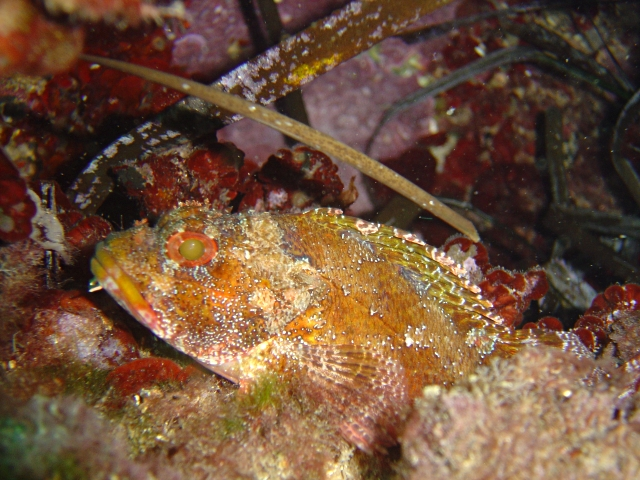
Scorpaena elongata

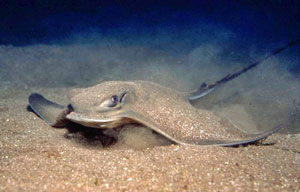
Milana (Myliobatis aquila)

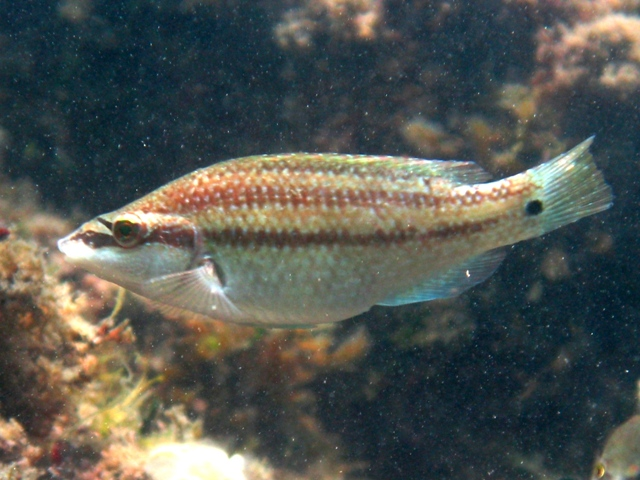
Llavió (Symphodus tinca)

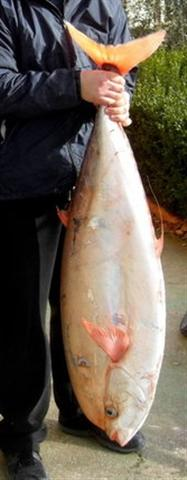
Luvar (Luvarus imperialis)

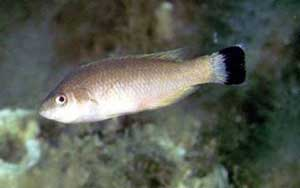
Llambrega (Symphodus melanocercus)

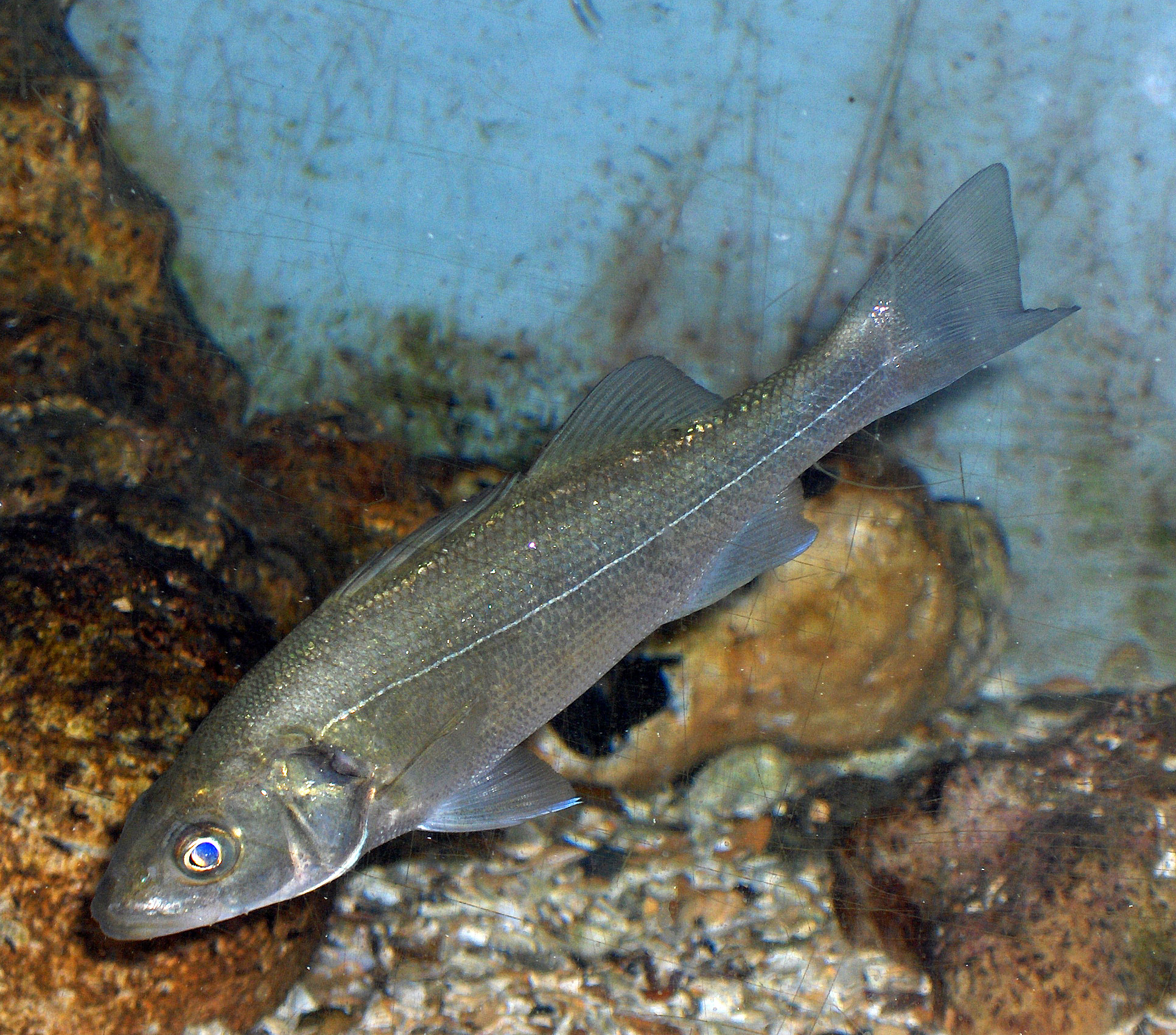
Llobarro (Dicentrarchus labrax)

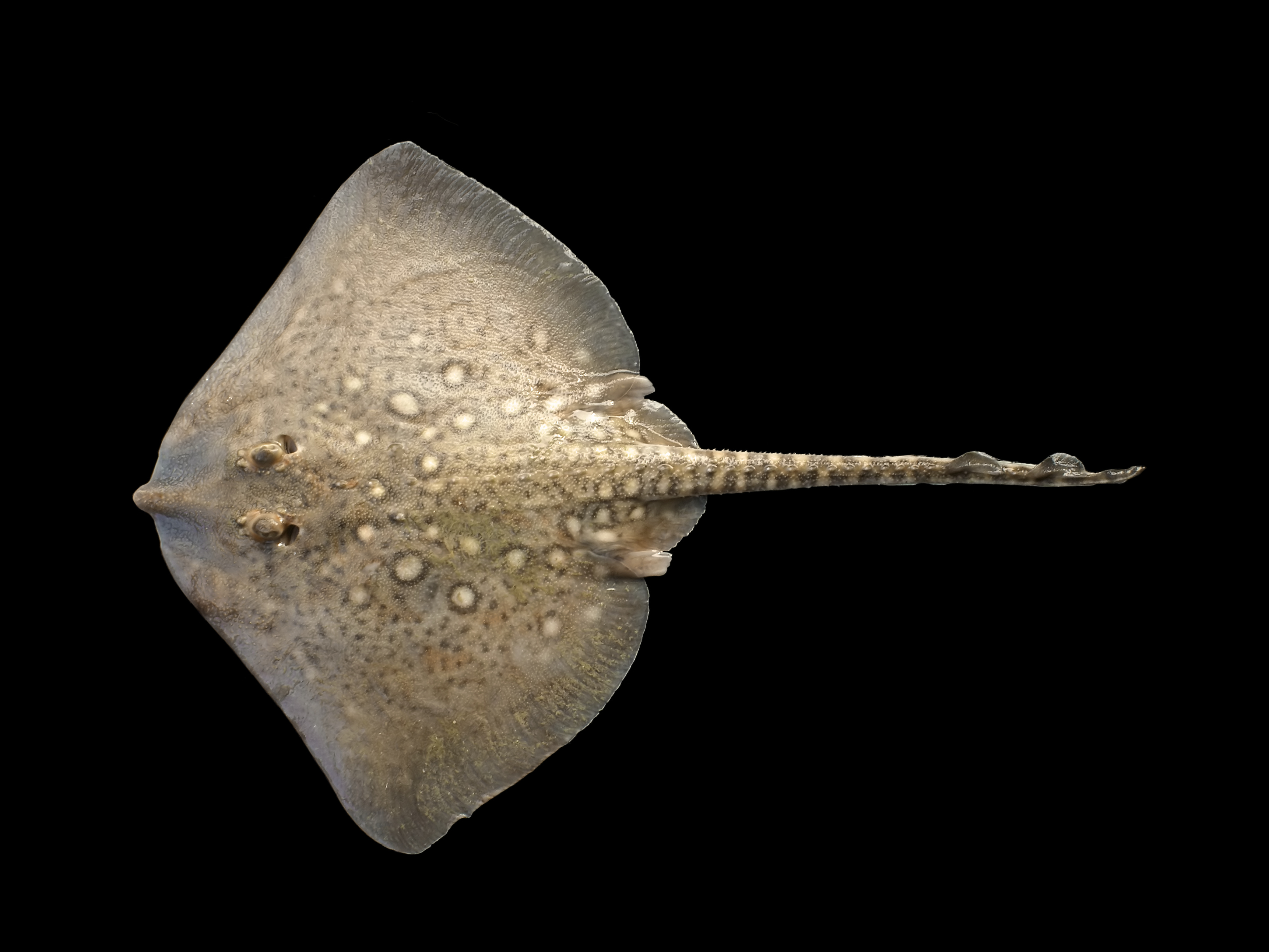
Clavellada (Raja clavata)

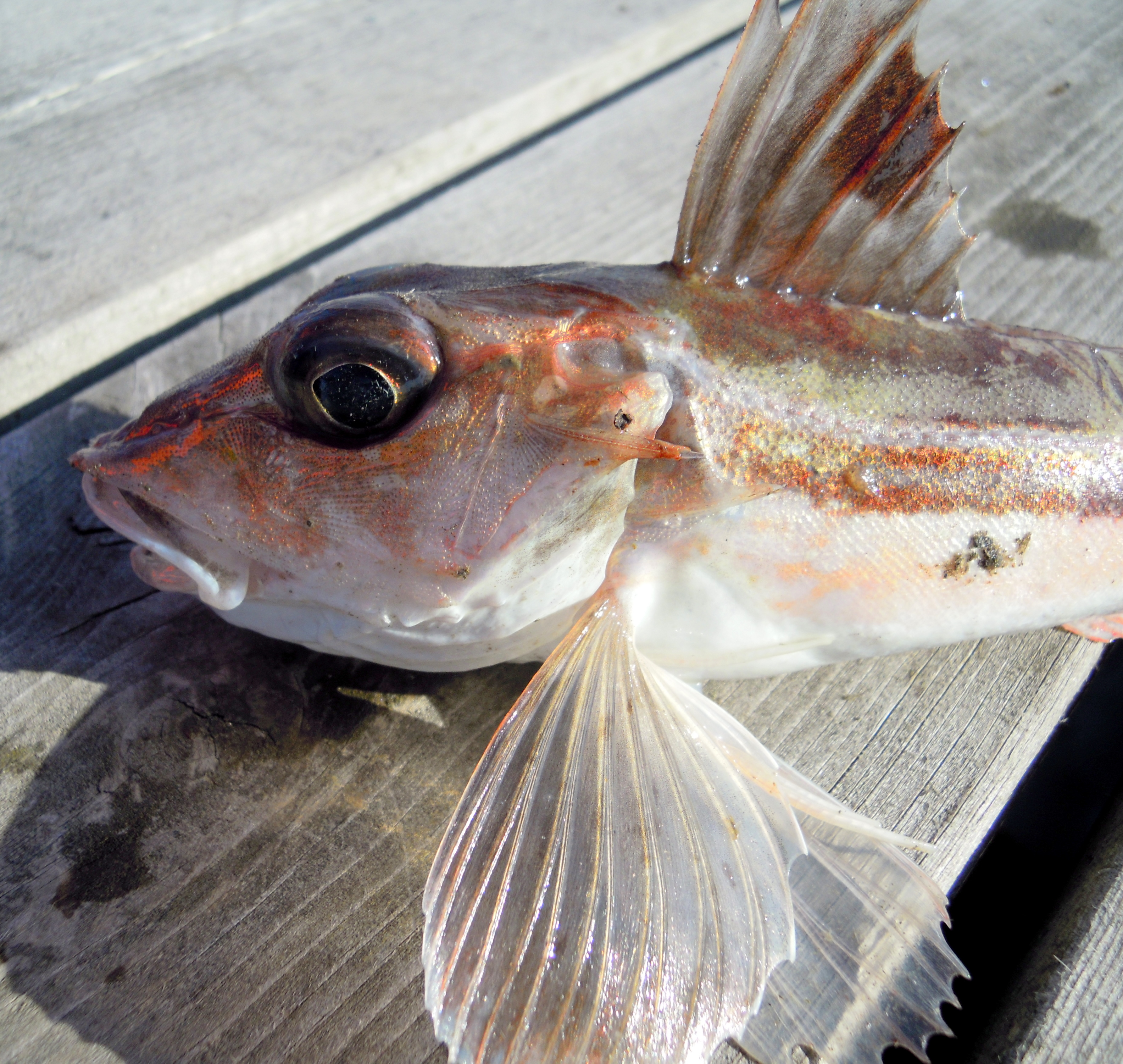
Lluerna verda (Eutrigla gurnardus)

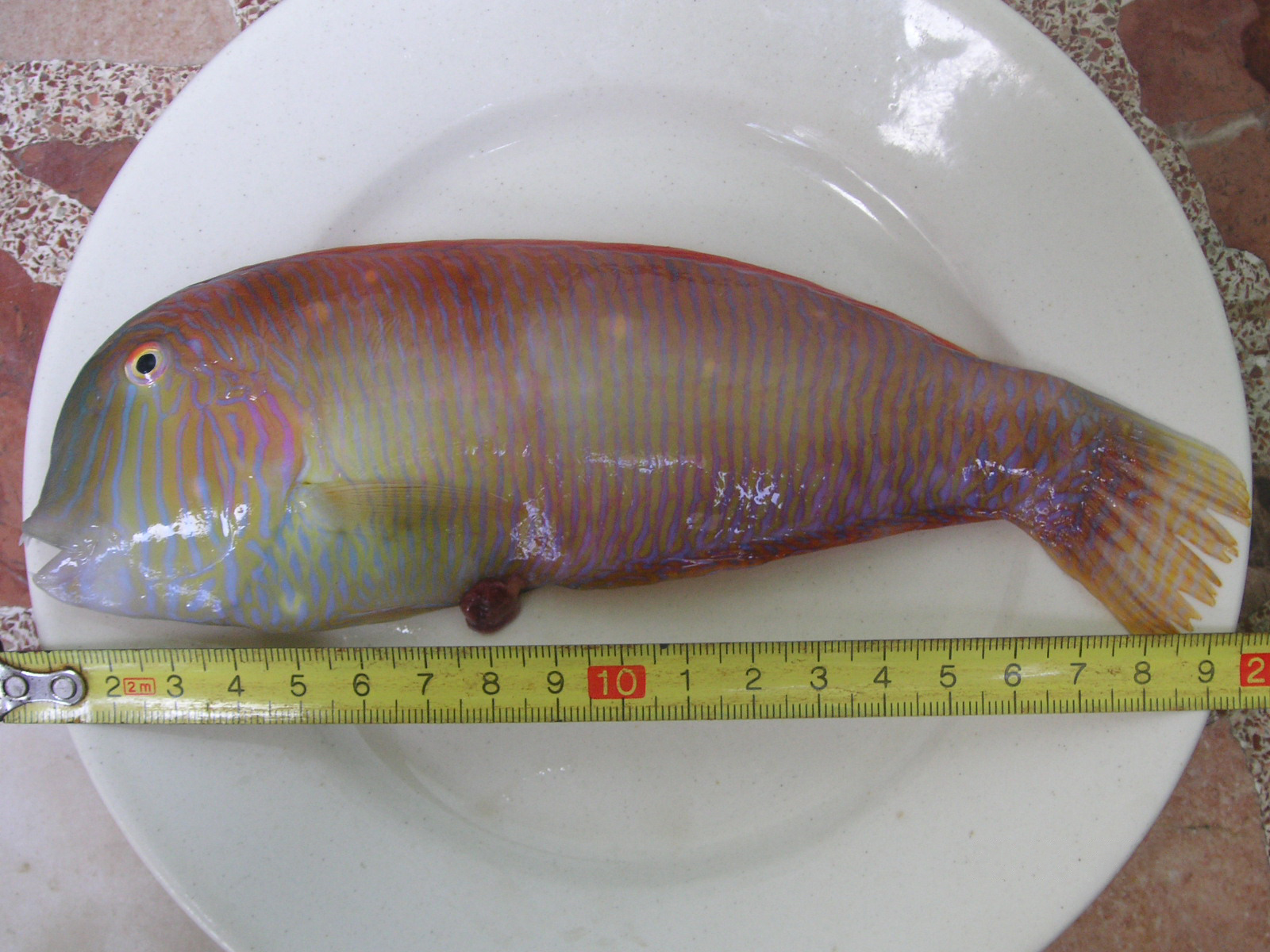
Raor (Xyrichtys novacula)

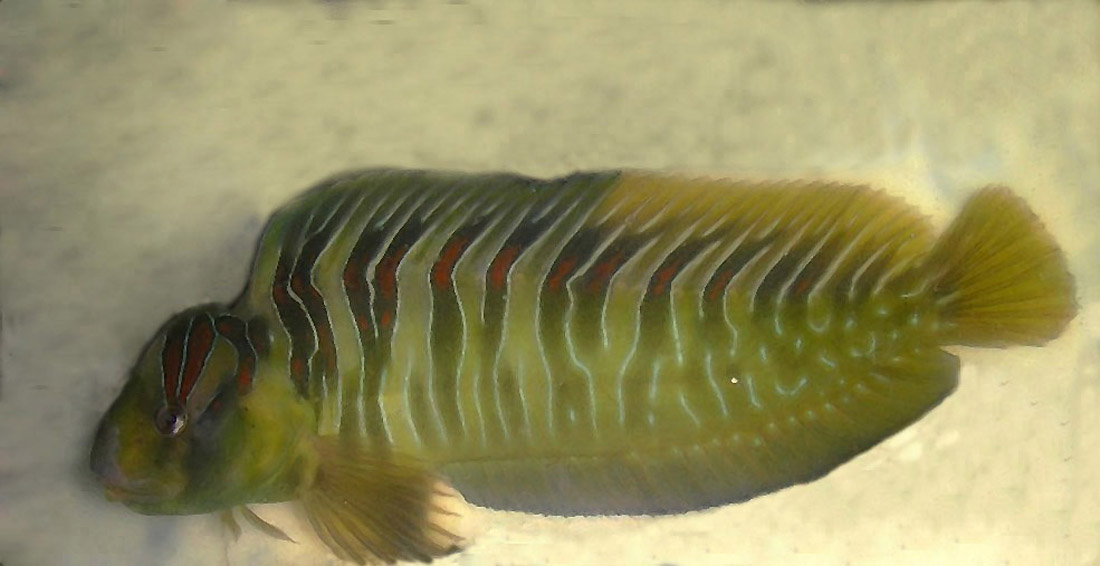
Salaria basilisca

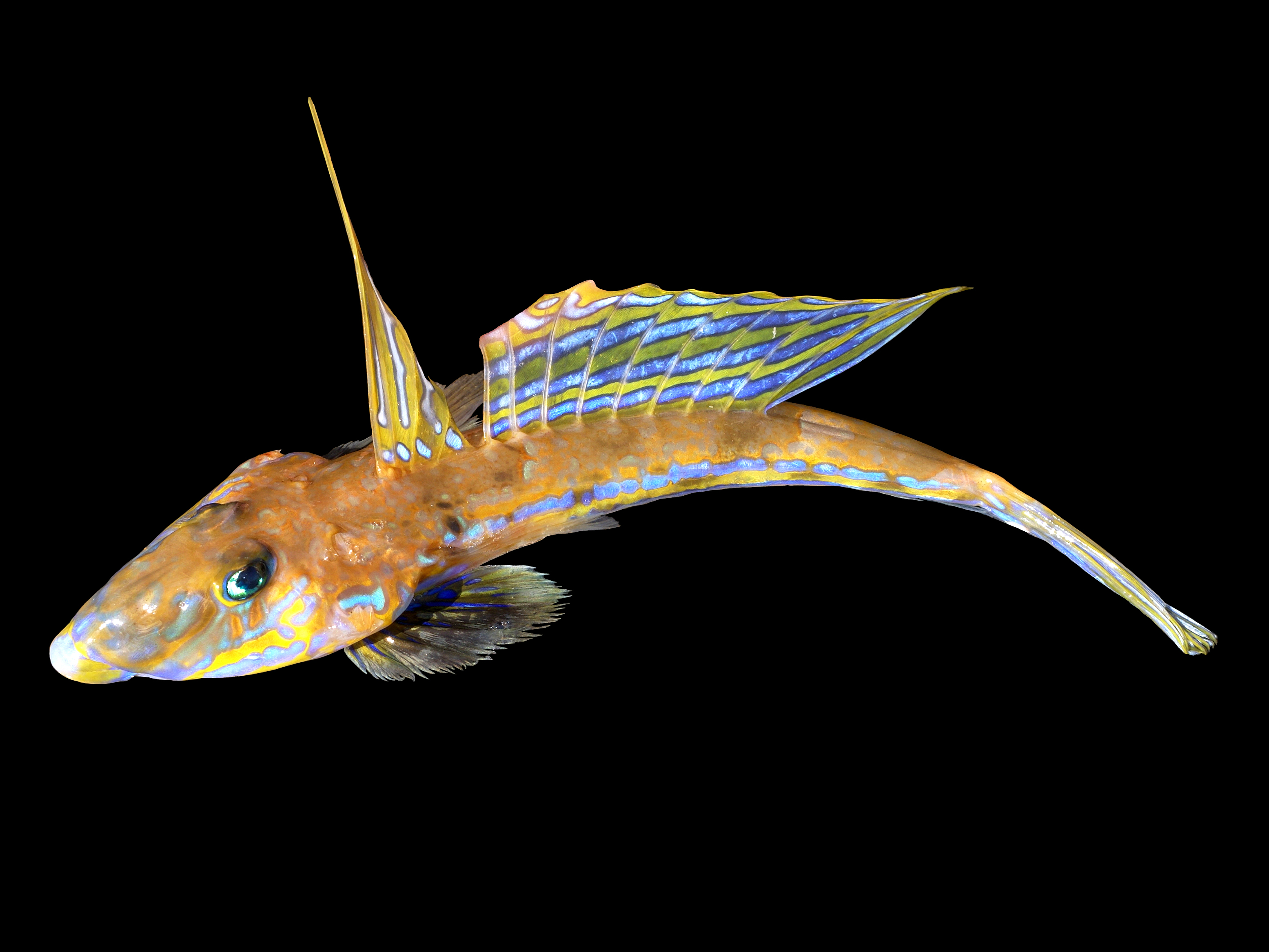
Dragó lira (Callionymus lyra)

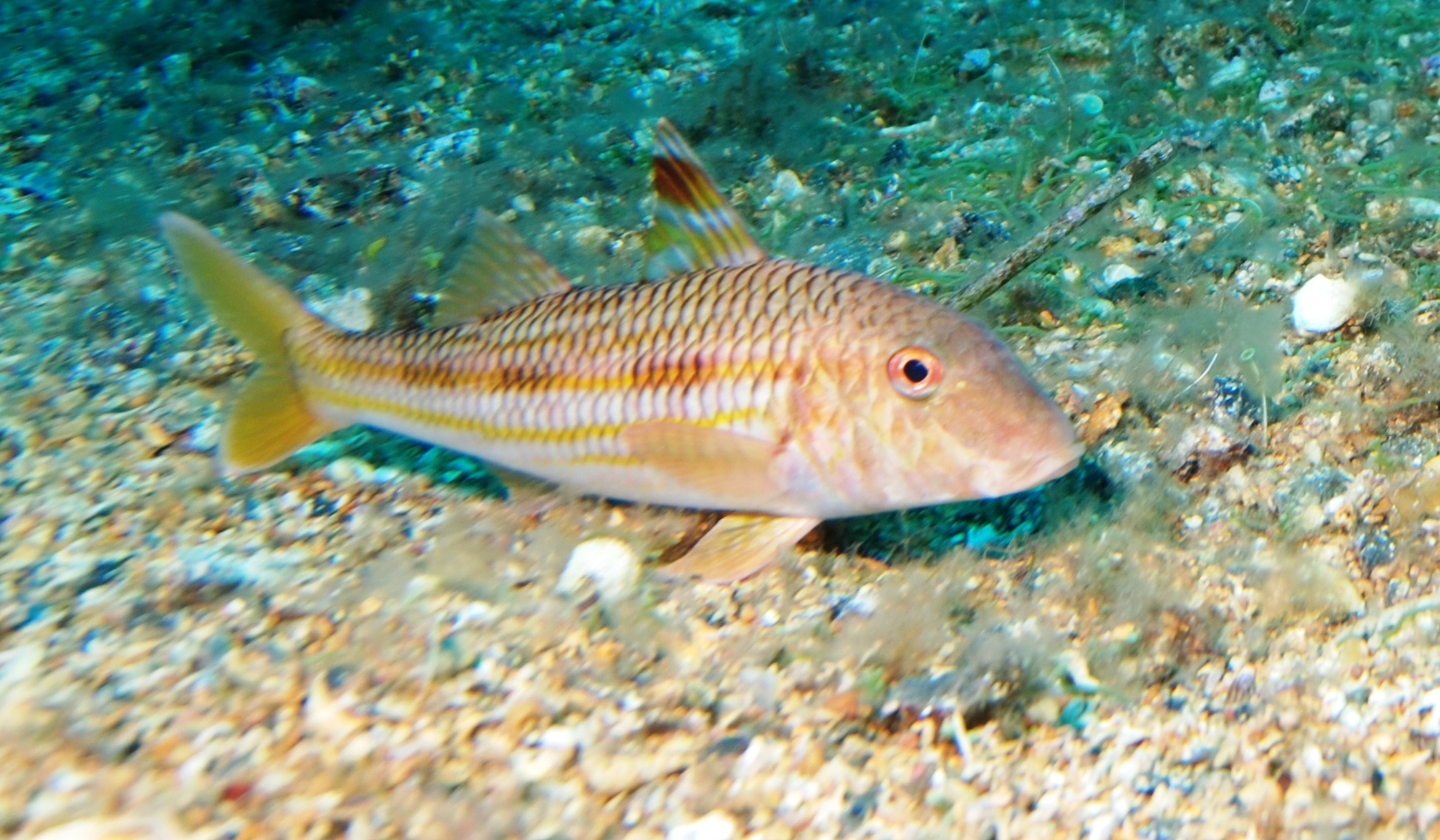
Moll de roca (Mullus surmuletus)

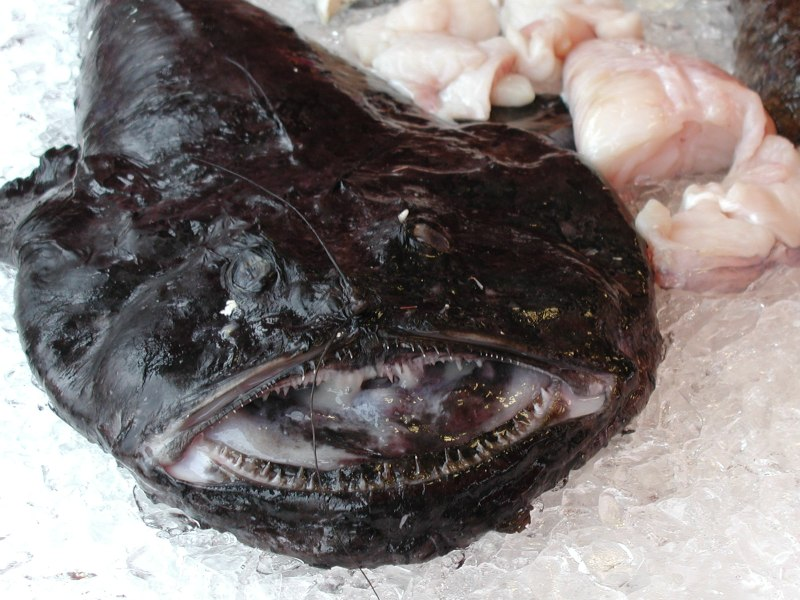
Rap (Lophius piscatorius)

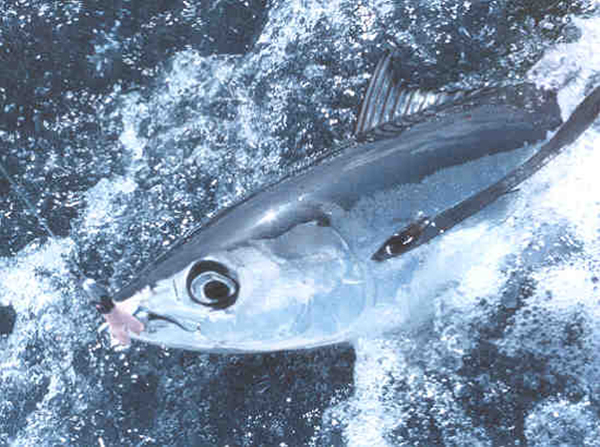
Tonyina blanca (Thunnus alalunga)

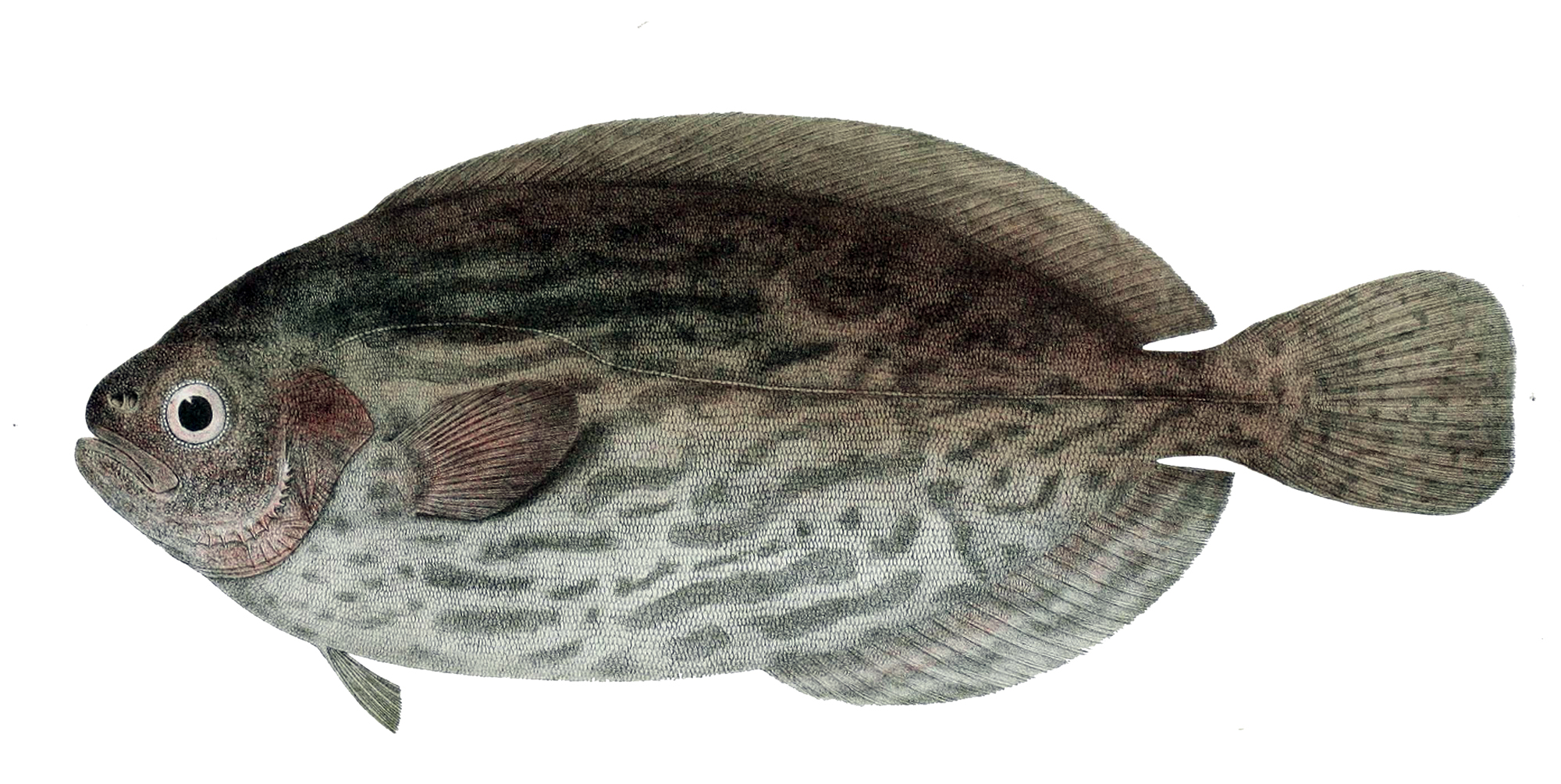
Schedophilus medusophagus (il·lustració del 1885)

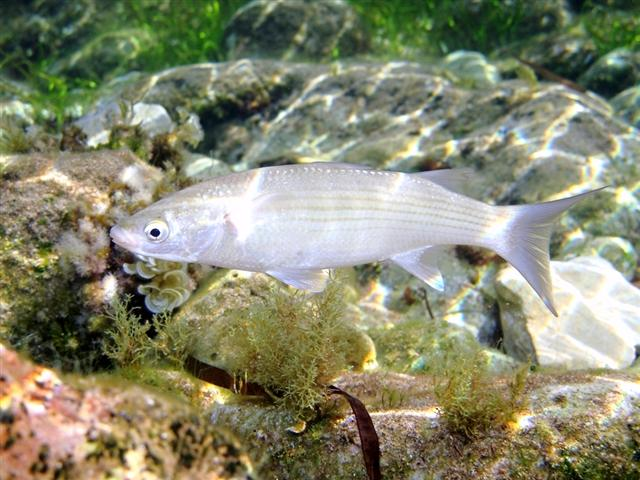
Llissa vera (Chelon labrosus)

Aquesta llista de peixos de Sicília inclou 426 espècies de peixos que es poden trobar actualment a l'illa de Sicília ordenades per l'ordre alfabètic de llur nom científic.

## A
- Acantholabrus palloni
- Acipenser sturio
- Aidablennius sphynx
- Alectis alexandrina
- Alepocephalus rostratus
- Alopias superciliosus
- Alopias vulpinus
- Anguilla anguilla
- Anthias anthias
- Aphanius fasciatus
- Aphia minuta
- Apogon imberbis
- Apterichtus anguiformis
- Apterichtus caecus
- Arctozenus risso
- Argentina sphyraena
- Argyropelecus hemigymnus
- Argyrosomus regius
- Ariosoma balearicum
- Arnoglossus kessleri
- Arnoglossus laterna
- Arnoglossus rueppelii
- Arnoglossus thori
- Atherina boyeri
- Atherina hepsetus
- Aulopus filamentosus
- Auxis rochei

## B
- Balistes capriscus
- Bathophilus nigerrimus
- Bathypterois dubius
- Belone belone
- Belone svetovidovi
- Benthocometes robustus[1]
- Benthosema glaciale
- Blennius ocellaris
- Boops boops
- Bothus podas
- Brama brama
- Buglossidium luteum

## C
- Callanthias ruber
- Callionymus fasciatus
- Callionymus lyra
- Callionymus maculatus
- Callionymus pusillus
- Callionymus risso
- Campogramma glaycos
- Capros aper
- Caranx crysos
- Caranx hippos
- Caranx rhonchus
- Carapus acus
- Carcharhinus brachyurus
- Carcharhinus brevipinna
- Carcharhinus limbatus
- Carcharhinus melanopterus
- Carcharhinus melanopterus
- Carcharhinus obscurus
- Carcharhinus plumbeus
- Carcharias taurus
- Carcharodon carcharias
- Centracanthus cirrus
- Centrolophus niger
- Centrophorus granulosus
- Centrophorus uyato
- Centroscymnus coelolepis
- Cephalopholis taeniops
- Cepola macrophthalma
- Ceratoscopelus maderensis
- Cetorhinus maximus
- Chauliodus sloani
- Cheilopogon heterurus
- Chelidonichthys cuculus
- Chelidonichthys lucerna
- Chelidonichthys obscurus
- Chelon labrosus
- Chimaera monstrosa
- Chlopsis bicolor
- Chlorophthalmus agassizi
- Chromis chromis
- Chromogobius quadrivittatus
- Chromogobius zebratus
- Citharus linguatula
- Clinitrachus argentatus
- Coelorinchus caelorhincus
- Conger conger
- Coris julis
- Coryphaena hippurus
- Coryphaenoides guentheri
- Coryphoblennius galerita
- Crystallogobius linearis
- Ctenolabrus rupestris
- Cubiceps gracilis
- Cyclothone braueri
- Cyclothone pygmaea

## D
- Dactylopterus volitans
- Dalatias licha
- Dalophis imberbis
- Dasyatis centroura
- Dasyatis pastinaca
- Dasyatis tortonesei
- Deltentosteus collonianus
- Deltentosteus quadrimaculatus
- Dentex dentex
- Dentex gibbosus
- Dentex macrophthalmus
- Diaphus holti
- Diaphus rafinesquii
- Dicentrarchus labrax
- Dicentrarchus punctatus
- Didogobius splechtnai
- Diodon hystrix
- Diplecogaster bimaculata
- Diplodus annularis
- Diplodus cervinus
- Diplodus puntazzo
- Diplodus sargus
- Diplodus vulgaris
- Dipturus batis
- Dipturus oxyrinchus

## E
- Echelus myrus
- Echeneis naucrates
- Echiichthys vipera
- Echinorhinus brucus
- Echiodon dentatus
- Electrona risso
- Enchelycore anatina
- Engraulis encrasicolus
- Epigonus constanciae
- Epigonus denticulatus
- Epigonus telescopus
- Epinephelus aeneus
- Epinephelus caninus
- Epinephelus costae
- Epinephelus marginatus
- Etmopterus spinax
- Euthynnus alletteratus
- Eutrigla gurnardus
- Evermannella balbo

## F
- Fistularia commersonii

## G
- Gadella maraldi
- Gadiculus argenteus
- Gaidropsarus biscayensis
- Gaidropsarus mediterraneus
- Gaidropsarus vulgaris
- Galeorhinus galeus
- Galeus melastomus
- Gammogobius steinitzi
- Glossanodon leioglossus
- Gnathophis mystax
- Gobius auratus
- Gobius bucchichi
- Gobius cobitis
- Gobius cruentatus
- Gobius geniporus
- Gobius niger
- Gobius paganellus
- Gobius vittatus
- Gonichthys cocco
- Gonostoma denudatum
- Gouania willdenowi
- Grammonus ater
- Gymnammodytes cicerelus
- Gymnothorax unicolor
- Gymnura altavela

## H
- Halobatrachus didactylus
- Helicolenus dactylopterus
- Heptranchias perlo
- Hexanchus griseus
- Hexanchus nakamurai
- Hippocampus guttulatus
- Hippocampus hippocampus
- Hirundichthys rondeletii
- Hoplostethus mediterraneus
- Hygophum benoiti
- Hygophum hygomii
- Hymenocephalus italicus

## I
- Ichthyococcus ovatus
- Istiophorus albicans
- Isurus oxyrinchus

## K
- Kajikia albida
- Katsuwonus pelamis
- Kyphosus sectatrix
- Kyphosus vaigiensis[2]

## L
- Labrus bergylta
- Labrus merula
- Labrus mixtus
- Labrus viridis
- Lagocephalus lagocephalus
- Lamna nasus
- Lampanyctus crocodilus
- Lampanyctus pusillus
- Lampris guttatus
- Lappanella fasciata
- Lepadogaster candolii
- Lepadogaster lepadogaster
- Lepidopus caudatus
- Lepidorhombus boscii
- Lepidorhombus whiffiagonis
- Lepidotrigla cavillone
- Lepidotrigla dieuzeidei
- Lestidiops jayakari
- Lestidiops sphyrenoides
- Lesueurigobius friesii
- Lesueurigobius suerii
- Leucoraja circularis
- Leucoraja fullonica
- Leucoraja melitensis
- Leucoraja naevus
- Lichia amia
- Lipophrys trigloides
- Lithognathus mormyrus
- Liza aurata
- Liza ramada
- Liza saliens
- Lobianchia dofleini
- Lobotes surinamensis
- Lophius budegassa
- Lophius piscatorius
- Lophotus lacepede[3]
- Luvarus imperialis

## M
- Macroramphosus scolopax
- Maurolicus muelleri
- Merluccius merluccius
- Microchirus ocellatus
- Microchirus variegatus
- Microichthys coccoi
- Microichthys sanzoi
- Microlipophrys canevae
- Microlipophrys dalmatinus
- Micromesistius poutassou
- Mobula mobular
- Mola mola
- Molva macrophthalma
- Monochirus hispidus
- Mora moro
- Mugil cephalus
- Mullus barbatus barbatus
- Mullus surmuletus
- Muraena helena
- Mustelus asterias
- Mustelus mustelus
- Mustelus punctulatus
- Mycteroperca rubra
- Myctophum punctatum
- Myliobatis aquila
- Myxine glutinosa

## N
- Naucrates ductor
- Nerophis maculatus
- Nerophis ophidion
- Nettastoma melanurum
- Nezumia aequalis
- Nezumia sclerorhynchus
- Notacanthus bonaparte
- Notoscopelus bolini

## O
- Oblada melanura
- Odondebuenia balearica
- Odontaspis ferox
- Oedalechilus labeo
- Opeatogenys gracilis
- Ophichthus rufus
- Ophidion barbatum
- Ophidion rochei
- Ophisurus serpens
- Orcynopsis unicolor
- Oxynotus centrina

## P
- Pagellus acarne
- Pagellus bogaraveo
- Pagellus erythrinus
- Pagrus auriga
- Pagrus caeruleostictus
- Pagrus pagrus
- Parablennius gattorugine
- Parablennius incognitus
- Parablennius pilicornis
- Parablennius rouxi
- Parablennius sanguinolentus
- Parablennius tentacularis
- Parablennius zvonimiri
- Paralepis coregonoides
- Paralepis speciosa
- Parophidion vassali
- Pegusa impar
- Pegusa lascaris
- Peristedion cataphractum
- Petromyzon marinus
- Phycis blennoides
- Phycis phycis
- Physiculus dalwigki
- Polyprion americanus
- Pomadasys incisus
- Pomatomus saltatrix
- Pomatoschistus marmoratus
- Pomatoschistus quagga
- Pomatoschistus tortonesei[4]
- Pontinus kuhlii
- Prionace glauca
- Pseudaphya ferreri
- Pseudocaranx dentex
- Pteromylaeus bovinus
- Pteroplatytrygon violacea

## R
- Raja asterias
- Raja brachyura
- Raja clavata
- Raja miraletus
- Raja montagui
- Raja polystigma
- Raja radula
- Raja undulata
- Ranzania laevis
- Regalecus glesne
- Remora brachyptera
- Remora osteochir
- Remora remora
- Rhinobatos cemiculus
- Rhinobatos rhinobatos
- Rhinoptera marginata
- Rhizoprionodon acutus
- Rostroraja alba
- Ruvettus pretiosus

## S
- Salaria basilisca
- Salaria pavo
- Salmo trutta
- Sarda sarda
- Sardina pilchardus
- Sardinella aurita
- Sardinella maderensis
- Sarpa salpa
- Scartella cristata
- Schedophilus medusophagus
- Schedophilus ovalis
- Sciaena umbra
- Scomber japonicus
- Scomber scombrus
- Scomberesox saurus
- Scophthalmus maximus
- Scophthalmus rhombus
- Scorpaena elongata
- Scorpaena loppei
- Scorpaena maderensis
- Scorpaena notata
- Scorpaena porcus
- Scorpaena scrofa
- Scyliorhinus canicula
- Scyliorhinus stellaris
- Seriola dumerili
- Serranus cabrilla
- Serranus hepatus
- Serranus scriba
- Siganus luridus
- Solea aegyptiaca
- Solea solea
- Somniosus rostratus
- Sparisoma cretense
- Sparus aurata
- Sphoeroides pachygaster[5]
- Sphyraena sphyraena
- Sphyrna tudes
- Sphyrna zygaena
- Spicara maena
- Spicara smaris
- Spondyliosoma cantharus
- Sprattus sprattus
- Squalus acanthias
- Squalus blainville
- Squatina aculeata
- Squatina oculata
- Squatina squatina
- Stephanolepis diaspros
- Stomias boa boa
- Stromateus fiatola
- Sudis hyalina
- Symbolophorus veranyi
- Symphodus cinereus
- Symphodus doderleini
- Symphodus mediterraneus
- Symphodus melanocercus
- Symphodus melops
- Symphodus ocellatus
- Symphodus roissali
- Symphodus rostratus
- Symphodus tinca
- Symphurus ligulatus
- Symphurus nigrescens
- Synapturichthys kleinii
- Synchiropus phaeton
- Syngnathus abaster
- Syngnathus acus
- Syngnathus phlegon
- Syngnathus typhle
- Synodus saurus

## T
- Tetrapturus belone
- Tetrapturus georgii
- Thalassoma pavo
- Thorogobius ephippiatus
- Thunnus alalunga
- Thunnus thynnus
- Torpedo marmorata
- Torpedo nobiliana
- Torpedo torpedo
- Trachinotus ovatus
- Trachinus araneus
- Trachinus draco
- Trachinus radiatus
- Trachipterus trachypterus
- Trachurus mediterraneus
- Trachurus trachurus
- Trachyrincus scabrus
- Trichiurus lepturus
- Trigla lyra
- Trigloporus lastoviza
- Tripterygion delaisi
- Tripterygion melanurum
- Tripterygion tripteronotum
- Trisopterus capelanus
- Trisopterus luscus
- Tylosurus acus imperialis

## U
- Umbrina cirrosa
- Uranoscopus scaber

## V
- Vinciguerria attenuata
- Vinciguerria poweriae

## X
- Xiphias gladius
- Xyrichtys novacula

## Z
- Zebrus zebrus
- Zeugopterus regius
- Zeus faber
- Zosterisessor ophiocephalus
- Zu cristatus[6]